# Saint-Étienne-le-Molard
Saint-Étienne-le-Molard ist eine auf 380 Metern über Meereshöhe gelegene französische Gemeinde mit 1032 Einwohnern (Stand: 1. Januar 2022) im Département Loire in der Region Auvergne-Rhône-Alpes. Sie gehört zum Arrondissement Montbrison und zum Kanton Boën-sur-Lignon. Sie grenzt im Norden und im Nordosten an Sainte-Foy-Saint-Sulpice, im Südosten an Poncins, im Süden an Montverdun und im Westen an Sainte-Agathe-la-Bouteresse. Die Bewohner nennen sich Stéphanois und Stéphanoises.

## Bevölkerungsentwicklung
| Jahr                       | 1962 | 1968 | 1975 | 1982 | 1990 | 1999 | 2008 | 2017 |
| -------------------------- | ---- | ---- | ---- | ---- | ---- | ---- | ---- | ---- |
| Einwohner                  | 627  | 620  | 659  | 630  | 625  | 751  | 907  | 1019 |
| Quellen: Cassini und INSEE |      |      |      |      |      |      |      |      |

## Sehenswürdigkeiten
- Schloss La Bastie d’Urfé mit Kapelle aus dem 16. Jahrhundert, seit 1912 als Monument historique klassifiziert
- Kirche Saint-Étienne aus dem 16. Jahrhundert, teilweiser Neubau im 19. Jahrhundert, mit Glasmalereien von Alexandre Mauvernay
- Kreuz des ehemaligen Friedhofs an der Apsis der Kirche, seit 1972 als Monument historique klassifiziert

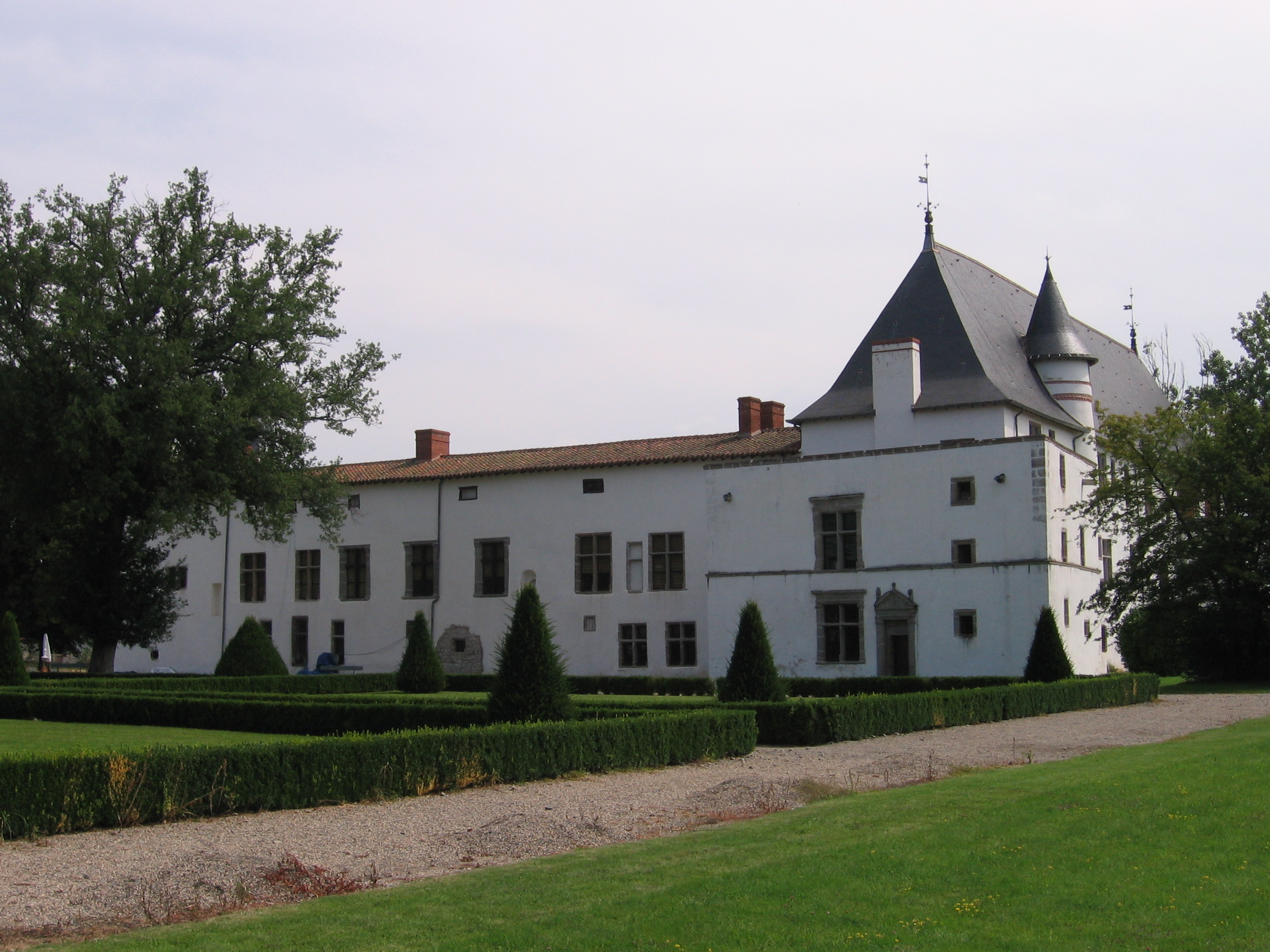
Das Schloss La Bastie d’Urfé
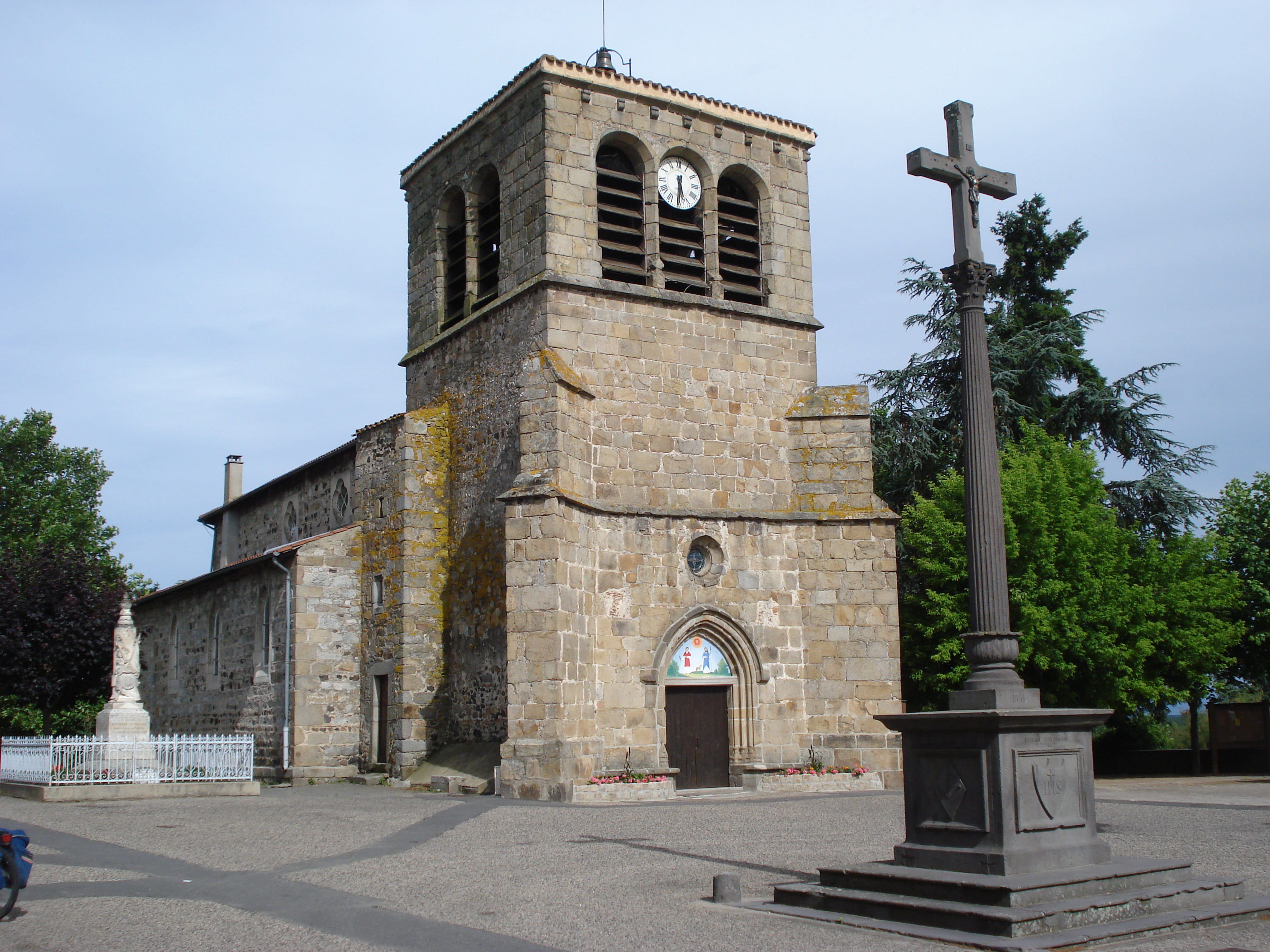
Kirche Saint-Étienne und Kriegerdenkmal
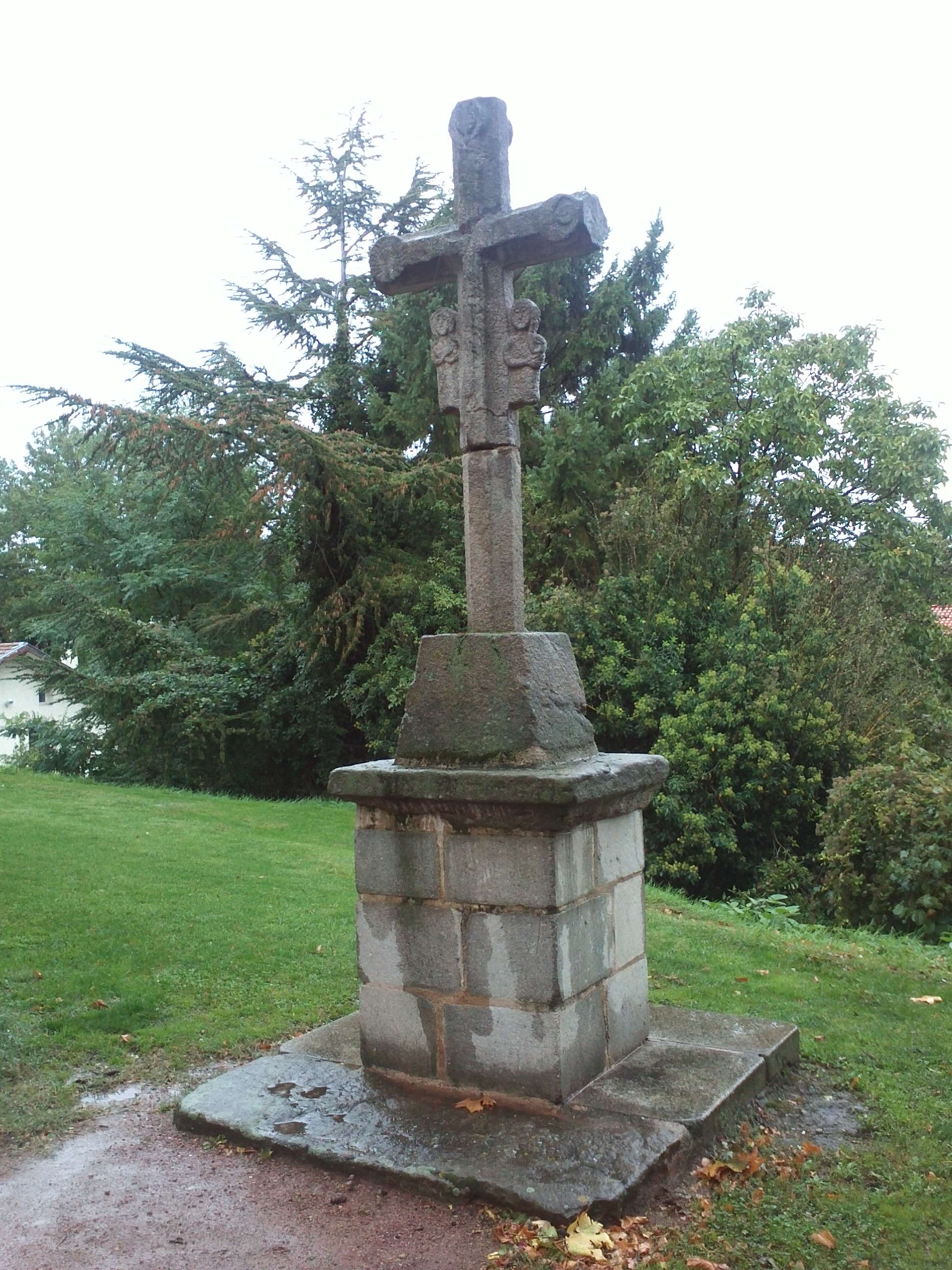
Kreuz des ehemaligen Friedhofs